# Oscar Barney Finn
Oscar Barney Finn (Berisso, Provincia de Buenos Aires, 28 de octubre de 1938) es un guionista y director de cine y teatro argentino.

## Trayectoria
Estudió en la Universidad de La Plata, se perfeccionó en Francia gracias a una beca del gobierno francés entre 1962 y 1964.
Debutó en cine en 1974 con La balada del regreso con Ernesto Bianco, María Luisa Robledo, Elsa Daniel, Julia von Grolman, Adrián Ghio y la participación especial de María Vaner. La película transcurre en los tiempos después de la batalla de Pavón, en los que una tropa de soldados unitarios se instala en casa de una familia tradicionalmente federal. Surge también una historia de amor. Sigue luego, Comedia rota en 1978, donde compartió la autoría del guion con Julia von Grolman, que, además, la protagonizó junto a Gianni Lunadei y figuraron entre el reparto Ignacio Quirós, Elsa Daniel, Nelly Prono, Elena Tasisto, Thelma Stefani y el primer actor Arturo García Buhr. Se trata de un melodrama en el que una mujer rica de mediana edad, cuyo conservador padre y su psicológicamente perturbada madre la han incapacitado para amar, termina por enamorarse de un escritor que está tratando de escribir una gran novela argentina, y ese amor la rescata de su rutinaria vida.
En 1980, rodó Más allá de la aventura, con Catherine Alric, Andy Pruna y Marcos Zucker, una película en la cual una periodista francesa viaja a la selva argentina para investigar la caída de un aerolito. Su fin verdadero es la conquista de la popularidad. En 1981, Oscar Barney Finn dirigió El salón dorado, uno de los tres episodios que conforman la película De la Misteriosa Buenos Aires, basada en el libro de Manuel Mujica Lainez, con la participación de Julia von Grolman, Graciela Dufau, Aldo Barbero y la primera actriz Eva Franco. En la historia, una aristocrática anciana inválida tiraniza a quienes la rodean, desde el lujoso dormitorio adonde la enfermedad la ha recluido, y mantiene una relación parasitaria con su ama de llaves, que, a su vez, siente una intensa atracción por la joven sobrina de la añeja mujer. El film cuenta también con los episodios El hambre y La pulsera de cascabeles, dirigidos por Alberto Fischerman y Ricardo Wullicher respectivamente.
En 1985 filmó Contar hasta diez con Oscar Martínez, Héctor Alterio, Arturo Maly y Julia von Grolman, ganando una nominación al Oso de Oro del Festival de Berlín. En la película participaron también Eva Franco, María Luisa Robledo, Selva Alemán, Arturo Puig, Olga Zubarry, Elena Tasisto, Jorge Marrale, Arturo Bonín, Osvaldo Bonet, Susana Lanteri, María José Demare y China Zorrilla, entre otros. La trama relata la llegada a Buenos Aires de un treintañero y su búsqueda incansable acerca del paradero de su hermano, desaparecido en circunstancias políticas nunca esclarecidas. Ese periplo lo llevará a contactar a diferentes personajes, vinculados a su historia, incluido, su propio padre, quien lo ha marcado dolorosamente en la infancia.
Junto al crítico Ernesto Schoo, escribió y filmó en 1989 Cuatro caras para Victoria sobre la vida y obra de Victoria Ocampo, la gran ensayista y mecenas cultural argentina, desde su rebelde juventud rodeada de libros y viajes, pasando por su infeliz matrimonio y la relación paralela con el primo de su marido, hasta la consagración, la censura política, la madurez, y el tardío reconocimiento merecido, durante los últimos años de vida. Fue protagonizada por China Zorrilla, Nacha Guevara, Julia von Grolman y Carola Reyna encarnando sus diferentes etapas. Otros intérpretes de ese telefilm fueron Selva Alemán, Arturo Maly, Tato Pavlovsky, Hugo Soto, Jorge D'Elía, Hilda Bernard y la voz en off de Elena Tasisto. 
Su último film hasta la fecha data de 1998: Momentos robados, con las actuaciones de Assumpta Serna, Jorge Rivera López, François Eric Gendron, Betiana Blum, Julia von Grolman, Elena Tasisto, Roberto Carnaghi, Pepe Soriano, Martín Karpan, Arturo Maly, Juan Manuel Tenuta y Rita Cortese. La película se sitúa en la Patagonia de 1940, en un cine de pueblo, donde la protagonista fantasea, semana a semana, con mundos lejanos a su realidad. Está casada con el médico de la comunidad, y la llegada de un joven extranjero le despertará a las pasiones que creía posibles sólo en la ficción, lo cual deparará un final trágico como en las películas de las que es tan devota.
En teatro dirigió, entre otras:
- Oh querido Tennessee (con María Rosa Gallo, Alejandra Boero, Elena Tasisto, Pablo Alarcón, Jorge Marrale y Graciela Araujo).
- Cartas de amor (con parejas rotativas de actores, como Bárbara Mujica y Arturo Puig, Selva Alemán y Luis Brandoni, China Zorrilla y Taco Larreta, Graciela Borges y Rodolfo Bebán, Claudio García Satur y Elena Tasisto, Alicia Bruzzo y Miguel Ángel Solá, Amelia Bence y Alberto Closas, Virginia Lago y Pepe Soriano, entre otras).
- Eva y Victoria (con China Zorrilla, Luisina Brando y Laura Palmucci), que propone un encuentro imaginario entre dos figuras antagónicas como Victoria Ocampo y Eva Perón. Luego de varias temporadas, el personaje cubierto por Brando, queda en manos de Soledad Silveyra.
- Vita y Virginia (con Leonor Benedetto y Elena Tasisto), basada en la correspondencia amorosa entre Virginia Woolf y Vita Sackville-West.
- Las últimas lunas (con Alberto de Mendoza, Silvia Montanari y Antonio Grimau).
- La reina de la belleza (con Aída Luz, Leonor Manso, Pablo Rago y Alejandro Awada).
- Reconocernos (con Duilio Marzio, Thelma Biral, Selva Alemán, Antonio Grimau, Inés Rinaldi y Juan Carlos Cuacci), un recorrido por la Historia Argentina a través de los textos de grandes poetas, pensadores y dramaturgos.
- Las de Barranco (con Alicia Berdaxagar, Paula Canals, Victoria Carreras, Juan Palomino, Paulo Brunetti, Tony Vilas y elenco).
- Doña Rosita la soltera (con Gloria Berbuc, Daniel Cabot y elenco), el gran clásico lorquiano en el cual una joven espera el regreso de su amor hasta volverse una mujer madura.
- La gata sobre el tejado de zinc (con Paulo Brunetti, Agustina Lecouna, Antonio Ugo, Ana María Casó y elenco).
- Oscar y la dama rosa (con Thelma Biral), un conmovedor monólogo en el que un niño con cáncer relata su estadía en el hospital, día por día, hasta dejar de existir.
- Mucho ruido y pocas nueces (con Sergio Surraco, Virginia Innocenti, Salo Pasik, Malena Figó, Carlos Kaspar, Daniel Miglioranza, Claudio Pazos y elenco).
- Ceremonia secreta (con Estela Medina, Soledad Fandiño, Susana Lanteri y Ana María Casó).
- Poder absoluto (con Carlos Kaspar y Paulo Brunetti).
- Noches romanas (con Osmar Núñez y Virginia Innocenti).
- La herencia de Eszter (con Thelma Biral, Víctor Laplace, Susana Lanteri y elenco), una obra basada en la novela de Sandor Márai que recrea el reencuentro entre una mujer madura y su viejo amor que, en otras épocas, la dañó severamente.
- Dulce pájaro de juventud (con Beatriz Spelzini, Sergio Surraco, Carlos Kaspar, Malena Figó y elenco), la historia de seres solitarios que buscan el amor, encarnada especialmente en el de una actriz en decadencia y los estragos a los que la llevan sus adicciones y la pasión con un joven galán.
- Juegos de amor y de guerra (con Luisa Kuliok, Diego Mariani, Sebastián Holz y elenco).
- El diccionario (con Marta Lubos, Roberto Mosca y Daniel Miglioranza), repasa la vida y las luchas de la bibliotecaria y filóloga María Moliner, responsable del Diccionario de uso del español, que se atrevió a enfrentar a la Real Academia Española.
- Muchacho de luna (con Paulo Brunetti), un espectáculo conformado por poemas y fragmentos de obras teatrales de Federico García Lorca.
- Brutus (con Paulo Brunetti, Ana Yovino, Carlos Kaspar, Beatriz Dellacasa y elenco), tragedia basada en Marco Junio Bruto, el protagonista de la famosa conjura que terminó con la vida de Julio César, poco antes del fin de la República y la instauración del Imperio Romano.

En televisión dirigió producciones como El testamento, El coleccionista y El dominó amarillo, una saga de cuentos basada en el libro Aquí vivieron, de Manuel Mujica Láinez; La ronda de Arthur Schnitzler; El prontuario del señor K, basado en El proceso de Franz Kafka; El viajero sin equipaje de Jean Anouilh; Seis personajes en busca de autor de Luigi Pirandello; Muchacho de luna, un homenaje por los cincuenta años del fusilamiento de Federico García Lorca; Oh querido Tennessee, un tributo al dramaturgo Tennessee Williams; el unitario Luces y sombras, que se emitió por dos temporadas; el ciclo de ficción histórica Encuentros, de cuatro episodios; y Bocetos alrededor de Chéjov, homenaje al dramaturgo ruso con motivo de los cien años de su muerte. De dichas producciones participaron numerosas figuras del espectáculo, como Alfredo Alcón, María Rosa Gallo, Inda Ledesma, Federico Luppi, Rodolfo Bebán, Soledad Silveyra, Miguel Ángel Solá, Thelma Biral, China Zorrilla, Arturo Maly, Elena Tasisto, Julia von Grolman, Eva Franco, Osvaldo Terranova, Oscar Martínez, Ana María Picchio, Graciela Dufau, María Luisa Robledo, Luisina Brando, Víctor Laplace, Duilio Marzio, Selva Alemán, Susú Pecoraro, Osvaldo Bonet, Norman Briski, Leonor Manso, Jorge Rivera López, Tania, Mona Maris, Jorge Mayor, Lydia Lamaison, Esther Goris, Jorge Marrale, Eleonora Wexler, Luis Luque, Susana Lanteri, Aldo Braga, Daniel Fanego, Andrea Bonelli, Walter Santa Ana, Elsa Berenguer, Roberto Carnaghi, Graciela Araujo, María José Demare, Rita Terranova, Horacio Peña, Alberto Segado, Paulo Brunetti, James Murray, entre otras.

## Premios
Premio de la televisión en Biarritz, 1988.
En 1991 recibió el Premio Konex al mejor director de televisión 
En 1997 realizó Momentos robados, por la que obtuvo tres nominaciones al Premio Cóndor de Plata.

## Filmografía (largometrajes)
- La balada del regreso (1974)
- Comedia rota (1978)
- Más allá de la aventura (1980)
- De la misteriosa Buenos Aires (codirector, 1981)
- Contar hasta diez (1985)
- Cuatro caras para Victoria (1989)
- Momentos robados (1997)